# かわうその自転車屋さん
『かわうその自転車屋さん』（かわうそのじてんしゃやさん）は、こやまけいこによる日本の漫画。『週刊漫画TIMES』（芳文社）にて、2014年1月24日号から2021年12月10日号まで不定期連載された、自転車屋を軸にした自転車漫画である。
過去に自転車関係の著作を発表し、自身も自転車愛好家であるこやまけいこの作で、当人の手がける連載漫画で初めて単行本化された作品である。芳文社の編集者側から動物ものの自転車漫画をオファーされ実現した。人間用に作られた自転車に動物を乗せるには無理があるため、動物園で実際の動物を観察したり図鑑を参考にするなどして予想以上に大変だったという。2016年10月27日には第1巻がフランス語に翻訳され出版された。2015年マンガ大賞第1次選考ノミネート。話数カウントは「○台目」。1話完結を基本とするが2回で完結の話もある。1回の連載は8ページ。
カフェのような自転車屋ストラーデ・ビアンケとその店長の周りで起こる日常を描いたほのぼの系の漫画で、交通法規・自転車マナーのハウツーや、様々な自転車の種類・豆知識・あるあるネタなどを随所にちりばめた学習漫画的側面もある。絵のタッチは太めでゆるいアウトラインにビビットな色使い。キャラクターはデフォルメされ一見絵本のようである。しかし、自転車は細部も省略することなく描かれ、多種多様な種類の自転車の特徴を書き分けるとともに、使用者の用途に合わせた架装がなされる。

## 世界観

### 舞台
作中にはイタリア・フランス・スペイン・ドイツなど実際の国名が登場しており、現実の地球をモデルにしている。ストラーデ・ビアンケの所在する国は明言されていないが法令・通貨単位・言語・文化などから日本だと考えられる。また、所在する街は架空の県の地方都市木楽田市（きらくだし）で、店はこの郊外の丘の上にある。市の地理は1方を海に、他方を山に囲まれ、可住地も起伏に富んだ地勢で、海沿いに鉄道木楽田線が通っており中心駅木楽田駅が置かれている。木楽田駅の隣、渋柿市の渋柿駅から先の甘夏駅間は山間部になっておりトンネル化されている。木楽田線と並行して延びる国道もこの区間はトンネル化しているが、その旧道は激坂のくるみ峠である。この峠付近から流れ下るくるみ川はストラーデ・ビアンケのすぐそばを流れている。木楽田駅から逆方向に2駅行くと目の前にはつつじ海浜公園という大きな公園がある。この公園内にはサイクル・パークがあり、自転車の歴史や変り種自転車を学べるコーナーや、レンタルサイクルがある。

### 住人
この世界に人間は存在せず、代わりに人間と同じ生活水準を持った擬人化された動物たちにより物語りは展開されていく。作品の舞台は日本と考えられるが住んでいる動物は日本の在来種に限らず世界各地の種が見られる。各動物の姿形や大きさは現実のものに準じているが、この世界では2足歩行が当たり前であるがためアレンジを加えられている動物もある。種による差別偏見は無く、体の大きさの違いによる障害をクリアするためにある程度のバリアフリーが存在する。肉食・草食が入り乱れて生活しているがキャラクター同士での捕食はない。しかし大型肉食獣に驚いた時に捕食される、食べられると言ったり、叱りを受けることを冗談めかして捕食されるなどと言うことがある。異種間の恋愛は成立するようだが、作中に登場する夫婦は必ず同種であり、婚姻は同種同士でしか行われないようである。子供（男児）の間では特撮ヒーロー番組の「変速鋼人 デュラ&エース」が流行している。

### ストラーデ・ビアンケ
本作の主人公が営む自転車屋である。11時開店、19時閉店、水曜定休。ストラーデ・ビアンケ (伊: Strade Bianche) とはイタリア語で白い道という意味であり、イタリアトスカーナ州で行われるワンデイレースの名前から来ている。トスカーナと店周辺の雰囲気が似ていることから付けられた。立地は木楽田市市街地から離れた郊外の丘の上であり自転車屋としては儲かっていない。建物は屋上付き2階建て店舗兼住宅。建物の中央付近を太い木が貫通して立っておりその内部は螺旋階段になっている。1階が店舗で、入り口を入ると手前にカフェスペース、奥に自転車屋がある。自転車屋でありながら入店してまず目に入るのがカフェスペースであるがゆえかよく客にカフェと間違われる。普段は片手で数えられるほどの常連がいるだけだが、ランチタイムには混雑する。本格的な石窯を備え、ピザやパンケーキがうまいと専らの評判。2階はかわうその住居でバスルーム付きLDK。店舗とは別にキッチンがあり、私物の自転車は2階に置かれる。屋上は洗濯物を干したり、天気の良い日に日向ぼっこや水浴びをするのに使う。

## 登場キャラクター

### ストラーデ・ビアンケ関係者
小爪 かわうそ
カワウソの男性。本作の主人公であり、ストラーデ・ビアンケの店長。一人称は「ボク」。毛色は薄い褐色で鼻下から胸にかけては白色を呈する。口吻の横と顔の上に黒色の洞毛がある。開口時は下顎犬歯が強調されて描かれる。
常に左上腕に黄色いバンダナを結え付けておりアクセントでありトレードマークとなっている。誕生日は8月19日。年齢は明かされていないが、作者曰くオヤジで、第65話では作中でも中年と表現されている。しかし天真爛漫な性格で体躯の小ささも相まって子供のようにかわいらしく描かれている。ヨウコも寝ている姿やウサギの仮装をした彼をかわいいと評している。ストラーデ・ビアンケがカフェのようだと言われる度に強い口調で「うちは自転車屋だ」と主張する。事実自転車の客は少数でありこれが悩みである。カワウソであるがゆえ水に入るのが好きで、トイレに行くふりをして水浴びをしたり、パンク修理の際は必ず体ごと水に浸かり穴探しを入念に行うなどし、とにかく水に入りたがる。
中学時代はフラッシャー自転車の改造にハマり、高校時代は自転車だけがとりえの地味な高校生活を送り、バイトをして自転車を買っている。大学では自転車部に所属していた。
愛車は「かわうそ1号」から「かわうそ8号」まであり、1号は高校時代に少し性的な看板に気をとられて土手から転落し廃車になり、自身も全治2か月の骨折を負った。2号は人にあげたという。6号はロードバイク。現在メインで乗る7号はクロモリのオーダーメイドフレームを使った水色のランドナーである。
自転車乗りとしてのポリシーは法令を頑なに遵守し安全にも配慮する。また自転車で困っている動物がいれば放っておけずに見ず知らずの者でも手を差し伸べる。
興奮して喋りすぎると（特に自転車の話題）眠くなってしまう。
銘里野 ヨウコ
ヒツジの女性。ストラーデ・ビアンケの唯一の従業員。一人称は「私」。体毛は真っ白で、顔・耳・四肢は毛が無く肌色を呈する。
おっとりとした気質であるが、非紳士的な自転車乗りを見つけるとくるみ峠に追い詰めてきつく咎める。明るい時にのみヒツジ独特の四角い瞳孔になり、そのさまが周りから怖がられているが、本人は全く意に介していない。
実家はキャベツ農家。小中学校は家から片道8キロメートルを徒歩で、高校は往復45キロメートルを自転車で通学し、100キロメートル以上離れた大学にも自転車通学しようとしたが家族に止められた。大学ではサイクリング部だと思い違い自転車競技部に入部するも、持ち前の脚力で連戦連勝しインカレも優勝した。しかし最後のインカレを制した後、走る意味が分からなくなりぼんやりしているところでかわうそに出会い、レースに勝つことではなく走る行為自体が楽しいと気づかされ、以来レースから身を引いた。
ストラーデ・ビアンケに雇われてからは毎日ママチャリでくるみ峠を越えて通勤し、実業団選手の黒井サホにヒルクライムで勝利したり、実家からストラーデ・ビアンケまで約300キロメートルの距離を大量のキャベツを積んで自走するなど健脚ぶりは全く衰えを見せていない。
数を数えていると眠くなるので計算を要する仕事は任せられない。

### ストラーデ・ビアンケの客
キツネザル
ワオキツネザルの男性。「輪尾きつね」名義で活動する漫画家である。かなりの頻度でカフェスペースに姿を見せており始めはヨウコに無職と思われていた。編集部からは離れた場所に住んでおり自転車便を利用して原稿を送っている。ストラーデ・ビアンケの常連で、自転車便を利用し、自身の作品に自転車を登場させているのにもかかわらず、自転車には全く興味がない。第4話で、原稿が間に合わないからと、ストラーデ・ビアンケに来てかわうそ、ヨウコ、それにたまたま居たバクに助けを依頼したが、バタバタして結局自転車便の到着に間に合わず、「ひとりで描いた方が早かったかも」「うちで仕事させてください」と言い残した。後に愛沢アイ太というアシスタントがついたが、彼は自転車狂で毎日片道40キロメートルを自転車通勤した疲労のため仕事でミスを連発する有様だった。そのようなこともあり自転車便を毎回のように待たせている。
小和田 バク
バクの男性。寝具店「ふとんの漠山」の営業マン。ストラーデ・ビアンケ近辺を担当し自転車で営業を行っている。外回り中パンクしストラーデ・ビアンケで修理を依頼し、同時にピザを食べ美味しさに感銘を受けた。以後カフェスペースの常連である。営業成績が上がり金銭的余裕が出来た時には電動アシスト付き自転車の購入を検討したが、試乗してみると何かなじめず、元の自転車のハブを交換し愛車に乗り続けた。ハブ交換の効果に驚く彼であったが後日その値段が電動アシスト付き自転車並みだと聞いて再び驚いた。59話で既婚であることが明かされ、71話で1子の父となった。
貝原 ユズ
カピバラの女性。バクの同僚で営業事務をしている。温泉と食べ物が大好き。常に体重を気にして自転車で減量しようと試みるが、食べ過ぎて逆に太ってしまう。雑誌に掲載されていたモフモフの有高を見てかっこいいと言ったが競技前に毛を刈った姿を見て一度はショックを受けた。しかしこれが有高の真の姿なのだと悟り一転熱狂的なファンに転身し、有高所属のチームキャメルのレプリカジャージをはじめとしたグッズを買いあさった。第36話ではロードレースに出場する有高にサインをもらえる予定だったが、ぎっくり腰で動けなくなった新井の祖父を救護室に運び届けサイン会には間に合わなかった。しかし偶然有高本人が救護室に現れ、彼女が有高を応援し続けていたことをしっかり覚えており、着ていたサイクルジャージにその場でサインをし彼女にプレゼントした。そのジャージは洗って額に入れ大切に飾ってある。兎本とは仲がよく彼女をうさもっちゃんと呼んで親しんでいる。
猪又
イノシシの男性。高級なパーツで組んだロードバイクに乗っている。しかしヨウコの目の前でゴミのポイ捨てと信号無視してマークされる。この時ヨウコはママチャリに乗っていて峠ならちぎれるとふんだ彼はくるみ峠を登るが、ヨウコの牙城ともいえるこの峠ではママチャリといえど簡単に追いつかれ厳しく叱責を受ける。勝負ならいつでも受けると言って名刺を残して去ってゆくヨウコをかっこいいと思う彼であったが、格好のつかない負け方がストラーデ・ビアンケの敷居を上げ何度も近くまで行くが入店できずにいた。市民祭りのサイクルレースでヨウコと再会し勝負を挑むが、整備不良で棄権しかわうそにオーバーホールを依頼するのであった。翌年のレースでも負けまいとスタートで1位に躍り出たがあっさりとヨウコに抜き去られた。
縞野 かぐら・あると
リスの幼い兄弟。家はシマノ・ベーカリーというパン屋。バクに勧められ母と自転車を買いに来店した。2人で1台かつ安くという要望で、古いタンデム自転車のフレームを自分たちで塗装しかわうそに仕上げてもらった。これがきっかけでシマノ・ベーカリーはストラーデ・ビアンケにパンを卸すようになった。幼いながら市民祭り第2回サイクルレースでは新たに加わった仮装のルールで見事優勝した。
公星 ゴン
ハムスターの男性。「株式会社ネズミックス」のシステムエンジニアで砂田の友人。連日の残業と休日出勤による過労状態で自転車走行中に落車し失神、そこをバクに助けられストラーデ・ビアンケに運び込まれた。介抱のかいあり目を覚ました彼は、走れなくてストレスが溜まっていることを告白すると、かわうそにローラー台を勧められて解消した。市民祭りの第1回サイクルレースでは砂田とチームを組んで優勝した。
砂田 ネズ
スナネズミの男性。工業デザイナーで公星の友人。市民祭りの第1回サイクルレースでは砂田とチームを組んで優勝した。
新井
アライグマの男子中学生。自転車マニアの祖父から入学祝いとして最新モデルの小径車を贈られたものの、ギアをうまく使いこなせず、自転車屋の無い場所でパンクしていたところを通りがかりのかわうそに修理してもらう。その後輪行の方法を学び、ストラーデ・ビアンケのポタリングツアーに参加するなど親睦を深める。
阿久 たすく
タスマニアデビルの男性。旅行代理店「ポケットトラベル」の新卒社員。入社式の朝に寝坊し、切羽詰まってストラーデ・ビアンケに駆け込んだのをきっかけに常連客の仲間入りをする。退職する先輩からツアー企画の仕事を引き継ぎ、サイクリングツアーの企画に取り組む。
小本 カゲオ
コモドドラゴンの男性。超甘党。木楽田市の現職市長。しかし公務をサボり輪尾並みにカフェスペースに足を運び、同じくヨウコに無職だと思われていた。第1話から登場していたが、サングラスをかけ変装しカフェスペースの一番端の席で静かにスイーツを食べる姿が小さく描かれるだけで、素性が判明しストーリーに絡んでくるのは第15話で秘書の烏野に見つかってからである。ヨウコが従業員になる以前、ストラーデ・ビアンケで最初に自転車を買った客である。愛車はこの時かわうそに組んでもらったスポルティーフ。後にトラウマ工房でオーダーメイドした妻とおそろいのランドナーに乗る。
羽沼
ハヌマンラングールの男性。病気・高齢などで図書館に来館できない客のために本を自転車で宅配するボランティアをする学生。たくさん本を運べる自転車を探しておりかわうそにカーゴバイクを提示されたが高価すぎて手が出せず、輪尾の紹介で田抜古書堂のおやっさんに古い実用自転車を譲り受けた。タダでは気が引けると店の手伝いをし、そのままアルバイトすることになった。ボランティア先で常連の手永の孫娘のマシロに片思いしており、周りもそれに気づいているが奥手な本人は否定する。強い否定を表すときは相手に向かって尾をブンブン振る。
手永 マシロ
テナガザルの女性。常に莞爾として笑ってみせ、女性らしい気品漂う穏やかな性格。羽沼に誘われ海浜公園にサイクリングに訪れた際は、テナガザル持ち前の腕力で何の気なしに片手で自転車を軽々頭上に掲げ記念写真を撮るよう羽沼に頼むが、それを見た羽沼はもっと鍛えなければと思うのであった。
カンガルー親子
カンガルーの母と幼い息子のカンタ。保育園に通うための自転車を探すため縞野の母の紹介でストラーデ・ビアンケに来店した。母が自転車に乗ると育児嚢の中が激しく動揺するため、カンタは自転車での通園を断固として拒否する態度を見せたが、それに対しかわうそは前乗せタイプの子供乗せ自転車を勧め、無事カンタの悩みを解決した。
鐘森
ネコ（ノルウェージャンフォレストキャット）の女性。牛乳屋「MOOMOO」のミルクレディー（自転車配達員）。配達中思いがけず土砂降りの雨に当り滑って転倒し、チェーンが外れてしまったためストラーデ・ビアンケに来店した。会社支給のレインコートは蒸れるので嫌がり、レインジャケットは高すぎて買えないため、かわうその勧めで自転車用ポンチョを購入し意気揚々と仕事に戻った。
兎本
ウサギの女性。毛色は白で耳とその周囲のみ黒。当初は臆病で存在感が薄く、ストラーデ・ビアンケに入店しても自ら声を上げるまで誰にも気づいてもらえない程だったが、次第に明るい性格へと変化した。他店でロードバイクを購入し初心者講習会に参加したが、参加者が肉食系動物ばかりで逃げ出してしまい、ストラーデ・ビアンケに助けを請いに来、かわうその特訓のかいあり乗れるようになった。サイクルフェアで颯爽と走る黒井を見、トークライブを聴いてからは彼女のファンになった。貝原と仲がよく、二人だけで旅行などもしている。

### かわうその交友関係
湖楽
ラッコの男性。かわうそとは高校時代の同窓生。大手水産加工会社の御曹司で、現在は支店長。高校時代を地味に過ごしたかわうそとは逆で、彼は学力優秀スポーツ万能で気さくな人気者だった。しかし唯一苦手としたことが自転車で、毎日かわうその手伝いの元特訓したが遂に乗れないまま卒業した。時は流れある日ストラーデ・ビアンケにひょっこり現れまだ自転車はあきらめていないことを告げると、リカンベントを差し出された。始めは半信半疑だった彼だがかわうそに言われるがままに漕ぎ出すと、元々仰向け体勢が普通のラッコにぴったりハマり一発で乗りこなしてみせた。
海里
ビーバーの男性。かわうそや湖楽の高校時代の後輩。自称晴れ男。後先考えずに行動してしまうお調子者。ダムマニアで、かわうそに輪行を教わるやいなや遠くのダムにも輪行しダムめぐりを楽しんでいる。
冬馬・影虎
ウマとアムールトラの男性。かわうその大学時代の自転車部の先輩。2人でオーダーメイド自転車工房「タイガー&ホース自転車工房」を営む。店は通称トラウマ工房と呼ばれ業界では有名。冬馬は細い垂れ目に眼鏡着用、前髪は癖毛、汗っかきで、店では受注と塗装を担当。影虎は強面だが気さくなオネエキャラで、店ではフレームを作るビルダーである。彼らのロードバイクを試乗した黒井サホによると丁寧な作りできれいな自転車、しなやかで優しい乗り心地だったという。

### その他
対馬
ツシマヤマネコの男性。自転車便「ネコノテ」のメッセンジャー。海と山と森しかない西の方の島の出身だという。性格は明朗で迅速に仕事をこなしリピーターに人気がある。重度のスギ花粉症だが、眠くなるとの理由により仕事中の薬の服用は控えている。会社はストラーデ・ビアンケがある市からは離れているが、輪尾の原稿を受け取るため、列車で輪行して来ている。輪尾は遅筆で待たされることもしばしばだが、人を楽しませる物を運べることはいいことだと言って、輪行してまで輪尾の原稿を運ぶことを楽しみにしている。メッセンジャーになる前は喫茶店でアルバイトをしていた経歴があり、第23話ではかわうそ不在でいつもより混雑していたストラーデ・ビアンケの臨時の従業員となり、カフェ・自転車屋両方の仕事を難なくこなし窮地を救ってみせた。同話によると彼はイケメンであり、女性客の人気を集めていた。後輩の三毛門を、自転車雑誌"サイクルファン"で自社を取り上げた記事を読むまで男性だと思いこんでいた。第113話でサイクリスト向けのアパレル会社「ニャンプロ」の営業マンに転職。
三毛門
三毛猫の女性。自転車便「ネコノテ」の新人メッセンジャーであり、対馬の元で教えを受けている。仕事に対して真摯な対馬をかっこいいと言い、自分もそうなりたいとあこがれている。
有高 アルパカ
アルパカの男性。毛色は黄色がかったベージュ。チームキャメル所属のロードレース選手兼モデル。本業はロードレースの方であり、ツール・ド・フランスにも出場する有力選手。脚質はクライマー。「タカ」の愛称で呼ばれることもある。雑誌では「優しい雰囲気を漂わせた牧歌的な好青年」と形容され、レース時に応援に来ていたファンの貝原に手を振るといったファンサービスもして見せた。空気抵抗を減らすためシーズン中は毛を刈る。オフシーズンにもトレーニングは欠かさないがその間に毛を伸ばし、シーズン始めに毛を刈り、刈った毛はセーターにしてチャリティに出している。チャリティで勇気をもらったという声に対して彼もまた勇気をもらっていると言い、だからこそ勝利を目指さなければいけないと語る。母方の実家は木楽田市にあり、時よりくるみ峠でトレーニングをしている。
黒井 サホ
ヒツジ（サフォーク種）の女性。ヨウコとは大学時代の友人で自転車競技のライバル。インカレではいつもヨウコに負け2位に留まり、卒業後雪辱を果たすべく実業団選手となったが、そのころヨウコはレースをやめていた。作中初登場時には「あなたと決着をつけに来たわ！」「あなたに勝って真の女王になる!!」とヨウコに対し敵対心をあらわにしたが、その後は友好的に接しており関係は良好なようである。有高によると食欲は男性並み。
月野親子
ツキノワグマの父と娘。かわうそによると父は若いころMTBダウンヒルの凄い選手だったという。現在は養蜂家で蜂蜜を売っている。娘リンコも親譲りの才能を持ち、MTBを自在に乗り回し、後にBMXにハマり大会に出場したいと語る。
烏野
カラスの女性。小本市長の秘書。常に首からスマートフォンを下げ、スキあらば公務をサボろうとする市長に手を焼く。

## グッズ展開
- サイクルジャージ・レーサーパンツ - 2015年2月3日[27]（長袖は同年9月17日[28]）予約販売開始。販売元のワールドサイクルの企画、NOBがデザイン、こやまけいこがロゴ・イラスト・アイコン担当であるが、作中では第33話でストラーデ・ビアンケオリジナルサイクルジャージを作ろうという話が持ち上がり、各人の意見をまとめて輪尾がデザインしたということになっている。
- クラシックデザインサイクルジャージ・レーサーパンツ・ビブレーサーパンツ - 2017年1月5日予約開始[29]。
- 防水スマホケース - 2015年6月12日販売開始。[30]
- rinproject x かわうその自転車屋さん こだわりサコッシュ - 2016年6月11日予約開始[31]。
- かわうその自転車屋さん スマートライドポーチ - 2017年5月2日発売[32]。
- イラストカード - 非売品。ジャパンカップサイクルロードレースに姿を見せた作者本人に話しかけた人などに配布された。2015年は青いべた塗り背景にパンケーキを持ったかわうその立ち絵。2016年は『週刊漫画TIMES』2016年3月25日号の表紙を飾ったイラスト。

## 書誌情報
- こやまけいこ 『かわうその自転車屋さん』 芳文社〈芳文社コミックス〉、全10巻
  1. 2014年10月31日発行（2014年10月16日発売[33][34]）、ISBN 978-4-8322-3424-6
  2. 2015年10月30日発行（2015年10月15日発売[34]）、ISBN 978-4-8322-3474-1
  3. 2016年7月30日発行（2016年7月15日発売[34]）、ISBN 978-4-8322-3510-6
  4. 2017年4月29日発行（2017年4月14日発売[34]）、ISBN 978-4-8322-3543-4
  5. 2018年3月3日発行（2018年2月16日発売[34]）、ISBN 978-4-8322-3595-3
  6. 2018年11月30日発行（2018年11月15日発売[34]）、ISBN 978-4-8322-3643-1
  7. 2019年8月24日発行（2019年8月9日発売[34]）、ISBN 978-4-8322-3688-2
  8. 2020年5月29日発行（2020年5月14日発売[34]）、ISBN 978-4-8322-3739-1
  9. 2021年3月31日発行（2021年3月16日発売[34]）、ISBN 978-4-8322-3811-4
  10. 2022年3月31日発行（2022年3月16日発売[34]）、ISBN 978-4-8322-3902-9
- Koyama Keiko 『Les petits vélos』 Komikku éditions、既刊8巻（2021年6月3日現在）
  1. 2016年10月27日発売、ISBN 978-2-3728-7074-0
  2. 2016年11月24日発売、ISBN 978-2-3728-7177-8
  3. 2017年4月27日発売、ISBN 978-2-3728-7241-6
  4. 2020年1月30日発売、ISBN 978-2-37287-461-8
  5. 2020年5月28日発売、ISBN 978-2-37287-462-5
  6. 2020年8月20日発売、ISBN 978-2-37287-484-7
  7. 2020年12月10日発売、ISBN 978-2-37287-505-9
  8. 2021年6月3日発売、ISBN 978-2-37287-577-6